# 比拉索維齊亞
48°50′5″N 23°2′39″E / 48.83472°N 23.04417°E

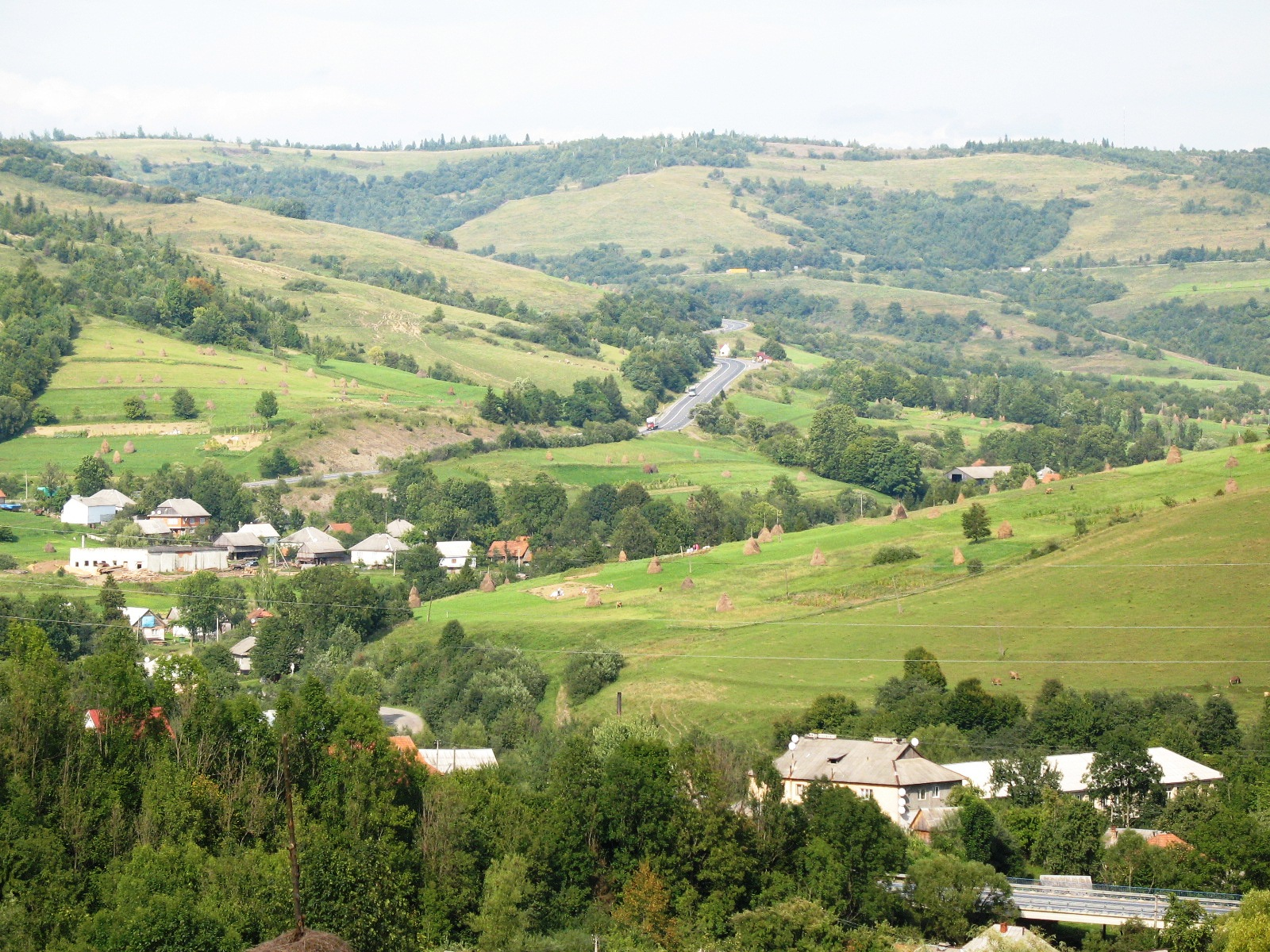

比拉索維齊亞（羅馬化：Bilasovytsia）是烏克蘭的村落，位於該國西部外喀爾巴阡州，由穆卡切沃區負責管轄，始建於1280年，面積1.64平方公里，海拔高度598米，2001年人口516，人口密度每平方公里315.4人。